# Antonio Vivaldi

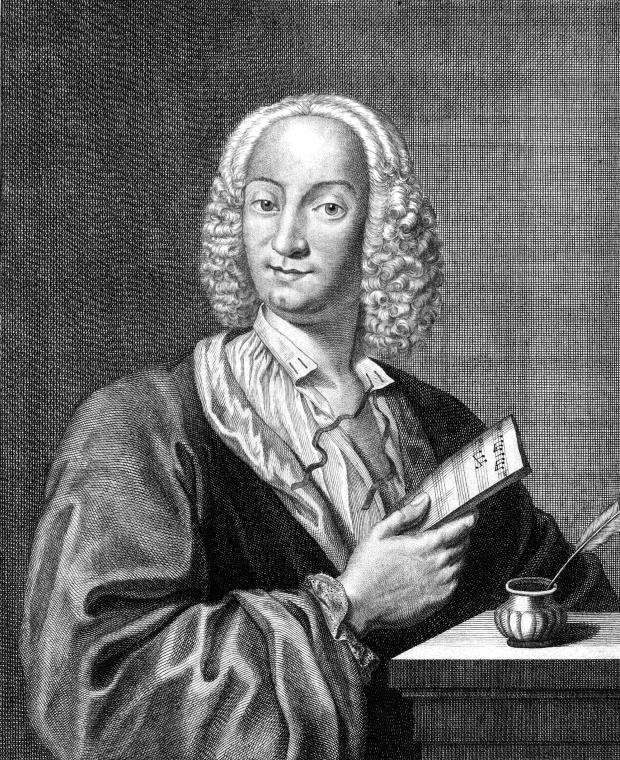
Antonio Vivaldi,
Kupferstich von F. M. La Cave (1725)

Antonio Lucio Vivaldi (* 4. März 1678 in Venedig; † 28. Juli 1741 in Wien) war ein venezianischer und italienischer Komponist, bedeutender Violinist des Barocks und römisch-katholischer Priester. Sein wohl bekanntestes Werk sind Die vier Jahreszeiten.

## Leben und Wirken

### Kindheit
Antonio Vivaldis Vater, Giovanni Battista Vivaldi, kam mit zehn Jahren aus Brescia nach Venedig, war dort zunächst wie sein Vater Barbier und wurde später beruflich Violinist. Aus seiner Ehe mit Camilla Calicchio, der Tochter eines Schneiders, die er am 11. Juni 1676 heiratete, gingen zehn Kinder hervor. Das zweitgeborene, der Sohn Antonio (die älteste Schwester Gabriela Antonia war bereits im Säuglingsalter verstorben), kam angeblich während eines Erdbebens zur Welt und wurde notgetauft (ob dies aus Gründen der Katastrophe geschah oder ob sich hier schon seine späteren gesundheitlichen Probleme abzeichneten, ist unbekannt).
1685 erhielt sein Vater eine Anstellung als Violinist am Markusdom; er genoss einen guten Ruf als Musiker, hatte als Mitglied des Cäcilienvereins vielfältige Beziehungen innerhalb des venezianischen Musiklebens und wurde in einem Reiseführer als hörenswerter Violinvirtuose erwähnt. Antonio wurde der einzige professionelle Musiker unter seinen Geschwistern. Er zeigte früh seine Musikbegabung an der Violine und soll schon in seiner Jugend den Vater im Orchester vertreten haben. Musiktheoretischen Unterricht könnte er bei Giovanni Legrenzi erhalten haben, der aber schon 1690 starb, als Antonio Vivaldi erst zwölf Jahre alt war.

### Priester und Musiklehrer
Mit 15 Jahren erhielt Antonio die Tonsur und die erste niedere Weihe, womit nach damaliger Sitte noch keine Entscheidung für den Priesterstand verbunden war, wohl aber das Ziel eines gehobenen sozialen Status. Die Entscheidung für den geistlichen Stand fiel jedoch – mehr oder minder verbindlich –, als er mit 18 Jahren die erste höhere Weihe zum Subdiakon erhielt. Die Ausbildung zum Priester, weniger ein Studium der Theologie als eine Berufsausbildung, absolvierte er in zwei nahegelegenen Pfarreien.
Im Jahr 1703 empfing er die Priesterweihe – nur ein Jahr später als nach kanonischem Recht frühestens möglich. Anschließend wurde er Kaplan an der Kirche Santa Maria della Pietà und auf Antrag von Francesco Gasparini Violinlehrer am Ospedale della Pietà, einem dieser Kirche angegliederten Waisenhaus für Mädchen. Eineinhalb Jahre lang las er dort Messen. Dann gab er die Ausübung des Priesteramtes für immer auf, was er in einem wesentlich späteren Brief mit gesundheitlichen Problemen begründete; er schreibt von strettezza di petto, also „Enge der Brust“, was auf Angina pectoris oder Asthma hinweisen kann.
Wie aus den Gehaltsabrechnungen des Ospedale della Pietà hervorgeht, wurde er nach kurzer Zeit nicht nur als Violinlehrer, sondern auch als Lehrer für Violoncello und „Viola all’inglese“ (Viola da gamba) beschäftigt. Aus einer Anekdote geht hervor, dass er auch Cembalo spielte.
Wegen seiner vom Vater Giambattista (bezeichnet als Rossi oder Rossetto) vererbten roten Haarfarbe wurde er Il Prete Rosso („der rote Priester“) genannt.

### Violinkonzerte für das Mädchenorchester

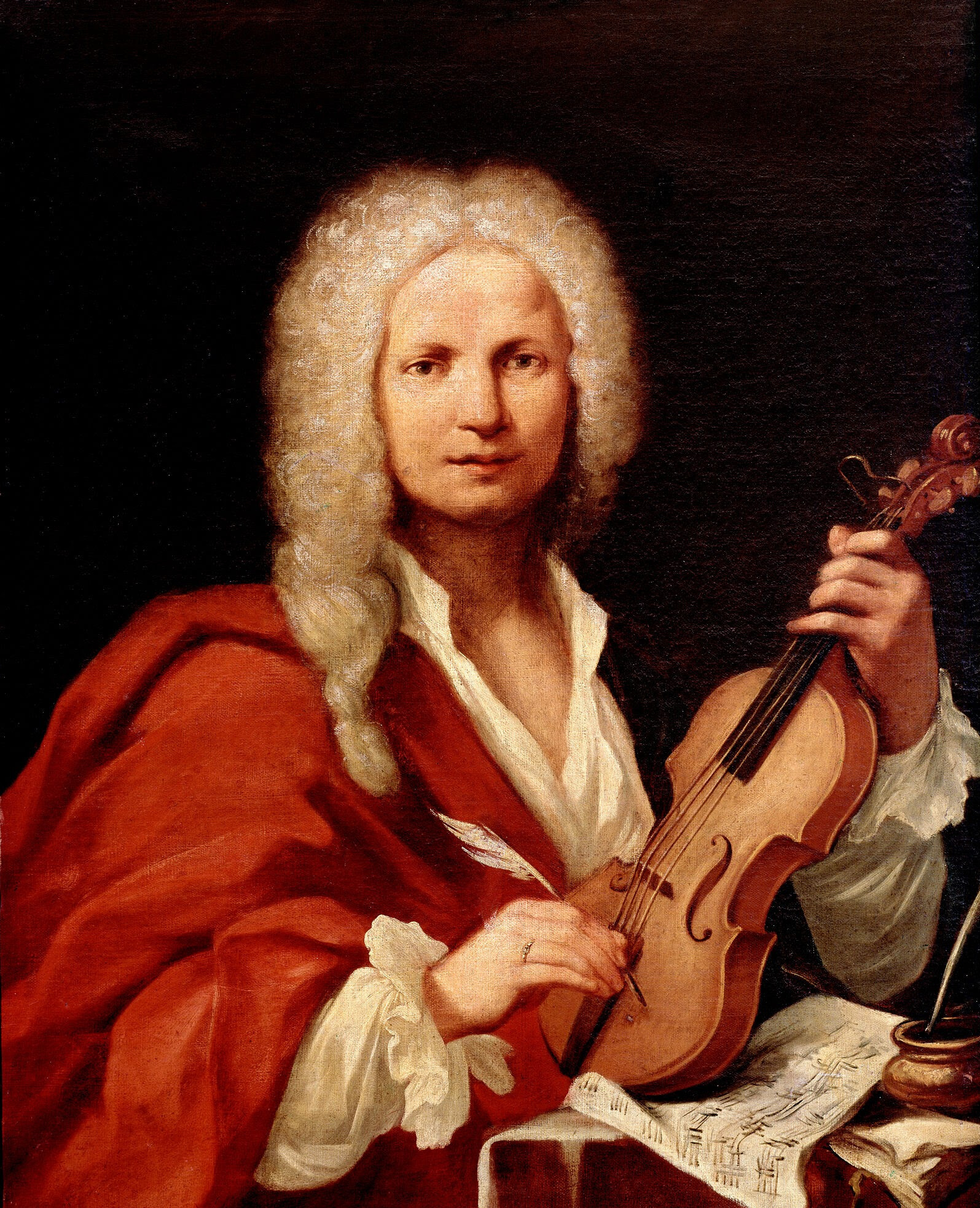
Bildnis eines ungenannten Musikers von 1723. Dass es sich um ein Porträt von Vivaldi handeln soll, wurde oftmals angezweifelt

Vivaldi betreute das Orchester des Ospedale della Pietà (eines von vier Heimen in Venedig für Waisenmädchen), und zwar ab 1703 als maestro di violino, ab 1704 zusätzlich als maestro di viola all’inglese. Den Posten als Instrumentallehrer hielt er bis ins Jahr 1716 (mit einer Unterbrechung von Februar 1709 bis September 1711), dann wurde er zum musikalischen Leiter berufen (maestro de’ concerti). Das Orchester erlangte bald einen für die damalige Zeit legendären Ruf und lockte zahlreiche Italienreisende an. Für das Ospedale entstand der größte Teil seiner zahlreichen Violinkonzerte und Sonaten. Sie wurden in den Gottesdiensten musiziert. Davon sind 30 Violinkonzerte für die Geigerin Anna Maria geschrieben, seine Schülerin und spätere Kollegin am Ospedale della Pietà.
Nach zwei in Venedig gedruckten Sonatensammlungen (12 Triosonaten op. 1, gedruckt 1705, und 12 Violinsonaten op. 2, gedruckt 1709) wurde Vivaldi mit der Konzertsammlung L’estro armonico (etwa: „Die harmonische Eingebung“) op. 3 (gedruckt 1711) eine europäische Berühmtheit. Bis 1729 erschienen insgesamt 12 Sammlungen, die ab op. 3 alle bei Estienne Roger in Amsterdam gedruckt wurden. Die zwölf Konzerte op. 8 (gedruckt 1725) Il cimento dell’armonia e dell’invenzione (etwa: „Der Wettstreit zwischen Harmonie und Erfindung“) enthalten als erste vier Konzerte die berühmten Le quattro stagioni (Die vier Jahreszeiten).

### Opernkomponist und Intendant in Venedig und Mantua
Schon während seiner Anstellung beim Ospedale della Pietà begann Vivaldi mit der Komposition von Opern. Angefangen mit Ottone in villa, die 1713 in Vicenza uraufgeführt wurde, sollten bis 1739 über fünfzig weitere Opern folgen. Neben seiner Anstellung am Ospedale della Pietà übernahm Vivaldi mehr und mehr die Funktion eines Impresarios am venezianischen Teatro Sant’Angelo. Aus Anlass des venezianischen Türkenkriegs komponierte Vivaldi 1716 ein patriotisches Oratorium Juditha triumphans, dessen Stoff dem Buch Judit entnommen ist.
Nach Streitigkeiten in Venedig wechselte er 1718 nach Mantua, wo er in Diensten von Prinz Philipp von Hessen-Darmstadt hauptsächlich als Intendant und Opernkomponist arbeitete. Nach 1721 hielt er sich mehrmals in Rom auf, spielte zweimal vor dem Papst und erhielt viele Aufträge für Opern- und Kirchenmusik.
1726 kehrte er als musikalischer Leiter des Teatro Sant’Angelo in seine Heimatstadt Venedig zurück. Dort wurde er sowohl als Komponist als auch als Geigenvirtuose zur lebenden Legende und zum „Wallfahrtsziel“ für viele Musiker aus ganz Europa. Um diese Zeit herum lernte er auch die damals 16 Jahre alte Anna Girò, eine Sängerin französischer Herkunft (ursprünglich Giraud), kennen, welche ihn fortan auf seinen Reisen begleitete. Zwischen 1729 und 1733 besuchte Vivaldi zahlreiche oberitalienische Städte (Verona, Ancona, Reggio und Ferrara) und war wahrscheinlich auch in Prag, wo ab 1726 sechs seiner Opern aufgeführt wurden. Dazu gehören auch Uraufführungen.

### Reise nach Wien

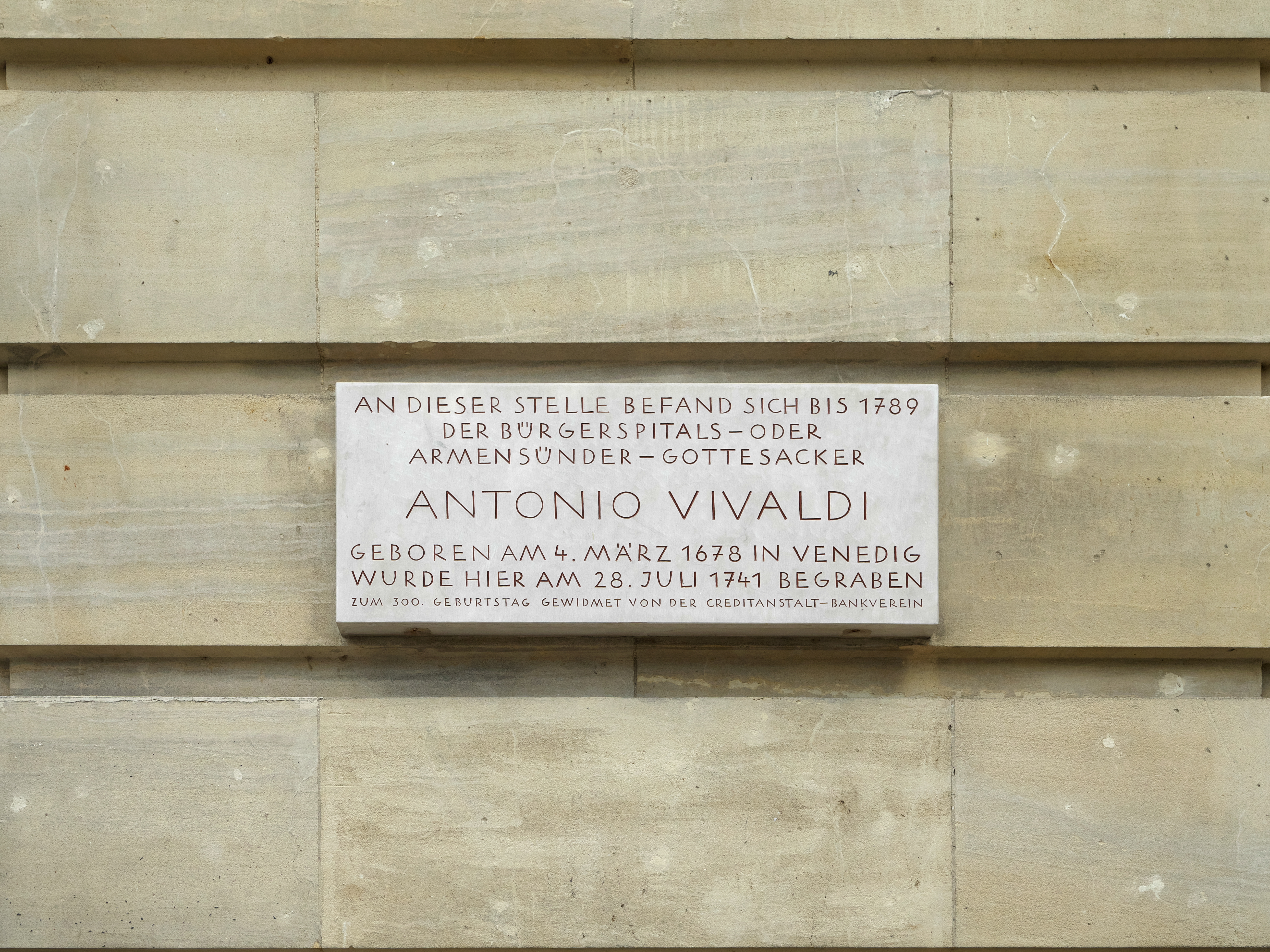
Gedenktafel an der Begräbnisstätte (ehemaliger Bürgerspital-Gottesacker) von Antonio Vivaldi in Wien, Karlsplatz 12

Um 1730 setzte ein Wandel des Musikgeschmacks ein. Vivaldis Kompositionen sprachen das venezianische Publikum immer weniger an. Wahrscheinlich deshalb zog er 1740 nach Wien, um Unterstützung bei Kaiser Karl VI. zu suchen, der jedoch schon im Oktober 1740 starb. Der einstmals bekannteste Musiker Europas blieb in Wien unbeachtet von der Musikwelt.
Vivaldi starb zehn Monate nach seiner Ankunft in Wien und wurde am 28. Juli 1741 in einem einfachen Grab auf dem Spitaller Gottsacker vor dem Kärntnertor beigesetzt, an dessen Stelle sich heute das Hauptgebäude der Technischen Universität Wien (Karlsplatz 12) befindet. Dort ist eine Gedenktafel für ihn angebracht. 1972 wurde die Vivaldigasse in Wien-Favoriten nach ihm benannt.

## Musik

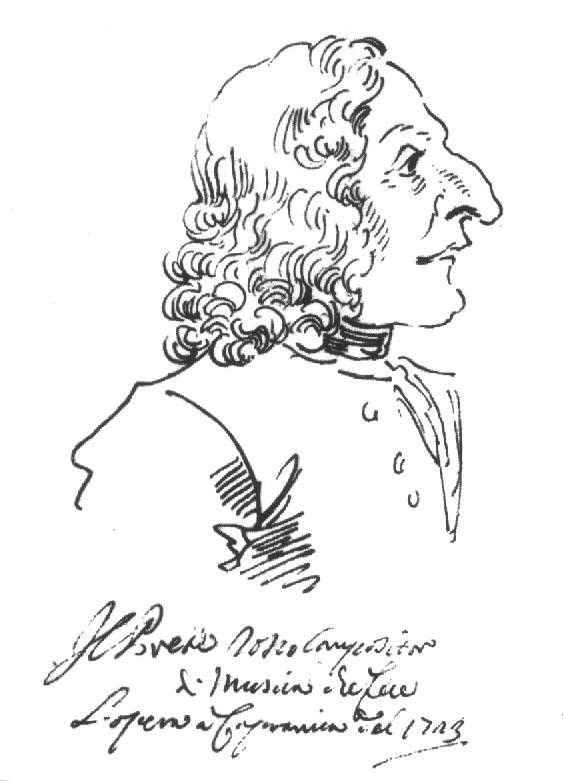
Vivaldi-Karikatur von P. L. Ghezzi (1723)

Von den fast 500 Konzerten Vivaldis sind 241 für Violine als Soloinstrument erhalten. An zweiter Stelle folgen 39 Fagottkonzerte. Die anderen Concerti sind für verschiedene Holzblasinstrumente, 27 für Violoncello, aber auch für ausgefallenere Instrumente wie Viola d’amore oder Mandoline. In einer Opernarie setzte er sogar ein Salterio (italienisches Barockhackbrett) ein. Der Konvention entsprechend verlangen – bis auf die sechs Flötenkonzerte op. 10 – alle veröffentlichten Konzertsammlungen eine oder mehrere Soloviolinen. Rund 70 Konzerte sind für zwei oder mehr Solisten, von denen einige mit ihren ausgefallenen Instrumentenkombinationen – im Konzert RV 555 ist die Sologruppe sogar auf 16 Solisten erweitert – den ausgeprägten Klangsinn und die Experimentierlust Vivaldis zeigen.
Ab 1710 galten die Konzerte von Vivaldi als Inbegriff italienischer Konzertkunst und wurden außerordentlich einflussreich. Vivaldis Musik ist charakterisiert durch „impetuose Verve, sinnliche Leuchtkraft, eine oft bestechende Klangphantasie, […] Leichtigkeit und Eingängigkeit“, Virtuosität, sowie „die Neigung zum Überraschend-Irregulären und Bizarren.“ Die Satzfolge schnell – langsam – schnell, die Tomaso Albinoni eingeführt hatte (Sinfonie e concerti a cinque op. 2, veröffentlicht 1700), wird von Vivaldi standardmäßig verwendet. Typisch für Vivaldis Konzerte ist zudem die Ritornellform, die auf Giuseppe Torelli zurückgeht: Er trennte Tuttiritornelle und Soloepisoden motivisch und verhalf dem Solo zur Eigenständigkeit, weshalb er als Begründer des Violinkonzerts gelten kann (12 Concerti op. 6, veröffentlicht 1698). In Vivaldis Ritornellform wiederholt das Orchester eine musikalische Passage mehrmals und wechselt sich ab mit solistischen Abschnitten, die einen freieren, mehr episodischen Charakter haben und modulierende Passagen enthalten. Dabei erscheinen die Orchesterritornelle in der Regel in tonaler Stabilität auf verschiedenen Stufen, zumeist wird nach der Tonika die Dominante erreicht. Im Gegensatz zu Albinoni wird eine Wiederaufnahme der Grundtonart vor dem Ende des Satzes tendenziell vermieden. Die Vielfalt individueller Lösungen lässt sich jedoch nicht einem starren Formschema unterordnen, es gibt sogar Sätze, in denen nur in den Ritornellen moduliert wird. Seine langsamen Mittelsätze sind gekennzeichnet durch Kantilenen des Soloinstruments.
Neben den Solokonzerten dokumentieren rund 55 Ripienokonzerte (Konzerte ohne Solisten) und rund 21 Kammerkonzerte (Konzerte für Solisten ohne Orchester) ein intensives Experimentieren mit der Konzertform. Die 49 bisher identifizierten Opern Vivaldis wurden ab den 1970er Jahren nach und nach erschlossen und auf Festivals gespielt oder für CDs produziert. Ihre Partituren oder Reste von alten Notenbeständen werden größtenteils in der Biblioteca Nazionale in Turin aufbewahrt.
Das einzige erhaltene Oratorium Vivaldis, Juditha triumphans RV 644, kam 1716 im Ospedale della Pietà zur Aufführung. Es nimmt als geistliches Kriegsoratorium auf die Bedrohung durch die im Mittelmeer vordringenden Türken Bezug und räumt der einseitigen Liebesgeschichte zwischen Judith und Holofernes breiten Raum ein. Vivaldi nutzte die Frauenstimmen des Ospedale und die Möglichkeiten des vorhandenen Instrumentariums mit Mandoline und Chalumeau.
Annäherung an Oper und Konzert kennzeichnet generell Vivaldis geistliche Musik. In Beatus vir B-Dur RV 598 hat der Chor abwechselnd Funktion als Tutti und Solo in einer weitgespannten Ritornellform. Das Gloria D-Dur RV 589, als Vertonung eines einzelnen Ordinariumssatzes typisch für Norditalien, erhält bei „Quoniam tu solus Sanctus“ durch den Rückgriff auf die Musik des ersten Satzes eine strukturelle Klammer. Ebenso wird in Beatus vir C-Dur RV 597 das Motto nach einzelnen Psalmversen wiederholt. Der wütende Sünder wird in Vers 9 durch Tempowechsel, Tremolo und Koloraturen effektvoll zur Darstellung gebracht.
Vivaldi war nicht nur in Norditalien sehr einflussreich, sondern auch im deutschen Raum. Johann Georg Pisendel verbreitete nach seiner Italienreise Vivaldis Techniken am Dresdner Hof. Johann Sebastian Bachs Stil machte unter dem Einfluss Vivaldis eine tiefgreifende Weiterentwicklung durch; unter anderem transkribierte Bach mehrere Konzerte für Cembalo und für Orgel.

## Zeitgenössische Drucke

### Opus 1 bis 12
Nachfolgende Werke wurden bereits zu Lebzeiten Vivaldis und zumeist in Amsterdam veröffentlicht. Man kann davon ausgehen, dass die meisten dieser Werke in einem Zeitraum bis zu zehn Jahren vor dem Druck entstanden sind.
- Op. 1: 12 Triosonaten da camera für 2 Violinen und Basso continuo (1705)
- Op. 2: 12 Sonaten für Violine und Basso continuo (1709)
- Op. 3: 12 Violinkonzerte L’estro armonico für 1 bis 4 Soloviolinen und Orchester (1711)
- Op. 4: 12 Violinkonzerte La stravaganza (1712)
- Op. 5: 6 Sonaten für 1 oder 2 Violinen (1716)
- Op. 6: 6 Violinkonzerte (1716)
- Op. 7: 12 Violin- und Oboenkonzerte (1717)
- Op. 8: 12 Violinkonzerte Il cimento dell’armonia e dell’inventione (1725), darin: Die vier Jahreszeiten
- Op. 9: 12 Violinkonzerte La cetra (1727)
- Op. 10: 6 Flötenkonzerte (1728)
- Op. 11: 6 Violin- und Oboenkonzerte (1729)
- Op. 12: 6 Violinkonzerte (1729)

### Unechtes Opus 13
Früher wurde auch eine Sonatensammlung mit dem Titel Il pastor fido (gedruckt 1737 in Paris) Vivaldi zugeschrieben und als Op. 13 eingeordnet: 6 Sonaten für ein Sopraninstrument und Basso continuo. Aufgrund der französischen Stilelemente wurde die Urheberschaft Vivaldis spätestens seit den 1970er Jahren angezweifelt. Ein 1990 entdecktes Dokument des Pariser Komponisten und Verlegers Jean-Noël Marchand (1700–1781) erbrachte dann den Nachweis, dass die Sonaten aus der Feder von Marchands entferntem Verwandten Nicolas Chédeville stammen. Teilweise verwendete Chédeville allerdings Themen aus verschiedenen unter Vivaldis Namen erschienenen Druckwerken.

## Wiederentdeckung verschollener Werke

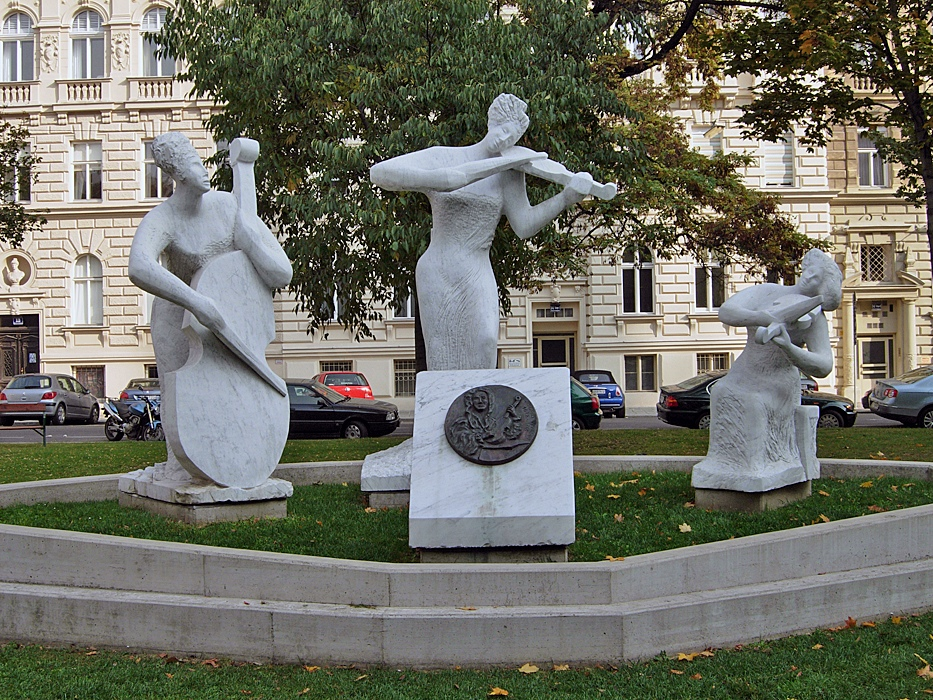
Vivaldi-Denkmal in Wien-Alsergrund, Rooseveltplatz

Vivaldis Musik geriet bald in Vergessenheit. Erst ab Beginn des 20. Jahrhunderts begann man sich vermehrt für Vivaldi zu interessieren. 1926 boten schließlich Salesianermönche aus Montferrat eine Musikaliensammlung der Turiner Nationalbibliothek zum Kauf an. Der Musikwissenschaftler Alberto Gentili erkannte den Wert der Sammlung und stellte fest, dass 97 Bände Musik Vivaldis – meist autographe Partituren – enthielten, darunter zwölf Opern, 29 Kantaten und 140 Instrumentalwerke. Er überzeugte Luigi Torri, den Direktor der Nationalbibliothek von Turin, die Sammlung anzukaufen. Bei einer genaueren Durchsicht musste man feststellen, dass die Bandzählung Lücken aufwies, es sich also nur um etwa die Hälfte einer größeren Sammlung handelte. Der zweite Teil wurde bald darauf beim Neffen des Marquis Marcello Durazzo gefunden und so wurde die Sammlung 1930 wieder vereint. Finanziert wurden die Ankäufe mithilfe von Roberto Foà und Filippo Giordano, weshalb man die Turiner Handschriften auch Raccolta Foà-Giordano nennt (italienisch raccolta „Sammlung“).
Damit war der größte Teil der Kompositionen Vivaldis 1930 wiederentdeckt. Bis in die Gegenwart tauchen jedoch immer wieder neue Werke auf, etwa 1973 eine Sammlung von zwölf teilweise autographen Sonaten in Manchester. Erwähnenswert sind auch mehrere Psalmenfunde in Dresden in den Jahren 1991, 2003 und 2005 durch Peter Ryom und Janice Stockigt.

## Werkverzeichnisse
Bereits Johann Gottfried Walther oder Ernst Ludwig Gerber unternahmen im 18. Jahrhundert den Versuch, Vivaldis Werke aufzulisten.
Das erste einigermaßen systematische Werkverzeichnis erstellte Mario Rinaldi 1945 (M.R., RN bzw. op.). 1948 publizierte Marc Pincherle ein Verzeichnis der Instrumentalwerke Vivaldis (P, PS oder PV für Pincherle-Verzeichnis), das sich aber durch die fortschreitende Forschung und das Auftauchen weiterer Werke bald als lückenhaft erwies. Außerdem führte Pincherle als letztes der ursprünglich 447 von ihm gelisteten Konzerte ein Werk an, das er selbst später Giovanni Battista Sammartini zuordnen konnte. 1968 verfasste Antonio Fanna ebenfalls eine Liste der Instrumentalwerke (F), wobei es sich hauptsächlich um 530 beim Verlag Ricordi erschienene Werke handelte.
Walter Kolneder (1910–1994) veröffentlichte 1979 innerhalb seines reich bebilderten Buches Antonio Vivaldi. Dokumente seines Lebens und Schaffens (2. Auflage 1983) unter vielem anderen die Titel, Aufführungsdaten und Librettisten von 61 Opern Vivaldis, wobei er auch die vom Impresario Vivaldi eingerichteten Pasticci hinzuzählte, in denen dieser nicht der alleinige Komponist war.
Der dänische Musikwissenschaftler Peter Ryom (* 1937) veröffentlichte 1973 (deutsch 1974) das nach ihm benannte Ryom-Verzeichnis (RV), das sich gegenüber den anderen Vivaldi-Werkverzeichnissen heute durchgesetzt hat. 2007 erschien dessen „Große Ausgabe“, die 2018 von Federico Maria Sardelli erneut aktualisiert wurde.

## Eponyme
Der am 19. Oktober 1982 entdeckte Asteroid (4330) Vivaldi wurde 1990 nach ihm benannt. In der Antarktis ist er Namensgeber seit 1979 für den Vivaldi-Gletscher auf der Alexander-I.-Insel und seit 1984 für die Brandungspfeiler-Gruppe „Vivaldi-Quintett“ der Südlichen Shetlandinseln.